# Ołeksandr Iszczenko
Ołeksandr Ołeksijowycz Iszczenko, ukr. Олександр Олексійович Іщенко, ros. Александр Алексеевич Ищенко, Aleksandr Aleksiejewicz Iszczenko (ur. 3 września 1953 w Zaporożu) – ukraiński piłkarz, grający na pozycji obrońcy, trener piłkarski.

## Kariera piłkarska

### Kariera klubowa
Wychowanek SDJuSzOR Metałurh Zaporoże. W tym klubie rozpoczął karierę piłkarską. Następnie służył w wojsku, grając w SKA Odessa. Po zwolnieniu z wojska został piłkarzem Zirki Kirowohrad. W 1976 przeszedł do Awtomobilista Żytomierz. W latach 1981–1984 występował w drużynie Papirnyk Malin, pełniąc również funkcje trenera.

## Kariera trenerska
Jeszcze występując w drużynie Papirnyk Malin pełnił również funkcję trenera. Następnie trenował zespoły Polissia Żytomierz, Podilla Chmielnicki, Polihraftechnika Oleksandria i Zirka Kirowohrad. W latach 1995–1997 pracował na stanowisku selekcjonera olimpijskiej reprezentacji Ukrainy. Później kolejnymi klubami w jego karierze trenerskiej byli Nywa Winnica, Zirka Kirowohrad (drugi raz), Tawrija Symferopol, Prykarpattia Iwano-Frankiwsk, Krywbas Krzywy Róg oraz Aktobe-Lento Aktobe. W latach 2005–2007 pomagał Ołeksijowi Mychajłyczence prowadzić młodzieżową reprezentację Ukrainy, z którą zdobył wicemistrzostwo Europy U-21. W czerwcu 2006 otrzymał propozycję trenowania  Karpaty Lwów. Na początku 2008 stał na czele Ilicziwca Mariupol, ale we wrześniu został zwolniony. Od czerwca 2011 roku pracuje na stanowisku starszego trenera w DJuFSz Dynamo Kijów.

## Sukcesy i odznaczenia

### Sukcesy trenerskie
- wicemistrz Europy U-21: 2006

### Odznaczenia
- tytuł Zasłużonego Trenera Ukrainy: 1998